# アマンダ・サイフリッド
アマンダ・ミシェル・サイフリッド（英: Amanda Michelle Seyfried、1985年12月3日 - ）は、アメリカ合衆国の女優。

## 名称
Seyfriedの日本語表記には、主に以下のようなものがある。記載順は、使用頻度と相関しない。
- サイフレッド[1][2]
- サイフリッド[3][4]
- サイフリード[5]
- セイフリード[6][7]
- セイフライド[8][9][10]
- セイフレイド[11]

英語圏の発音サイトでは、サイフレッドやセイフリードにあたる発音を正しいとして載せている。文字メディアでは、サイフレッドや、サイフリッドにあたる発音が正しいとする記事が見られる。本人はサイフレッドにあたる発音を好んでいるが、実の姉妹はセイフリードにあたる発音を好んでいるとインタビューに答えている。

## 来歴

### 生い立ち
ペンシルベニア州アレンタウンにて、作業療法士である母アンと、薬剤師である父ジャック・サイフリッドの間に生まれる。ドイツ系の血を引いている。姉のジェニファー・サイフリッドはミュージシャン。2003年にアレンタウンにあるウィリアム・アレン高校を卒業し、ニューヨーク市のフォーダム大学に入学。

### キャリア

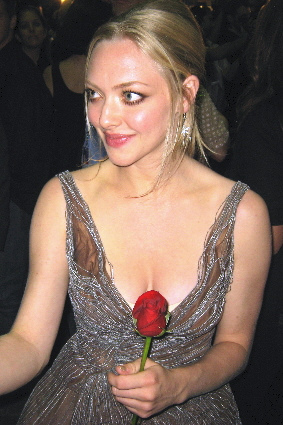
2009年 トロント国際映画祭

11歳の時にモデルとしてデビュー。初めての仕事は本の表紙のモデルだった。その頃から、昼ドラマ『ガイディング・ライト』で女優業も始める。2004年公開の『ミーン・ガールズ』でリンジー・ローハンやレイチェル・マクアダムスらと共にMTVムービー・アワードのチーム賞を受賞。同年から始まったテレビシリーズ『ヴェロニカ・マーズ』で主人公の親友・リリーとして出演。
2008年公開の『マンマ・ミーア!』とその続編ではメリル・ストリープの娘役を演じ、劇中で使用されたABBAの楽曲を吹き替えなしで歌った。2012年には『レ・ミゼラブル』にコゼット役で出演。
2020年、デヴィッド・フィンチャー監督作品『Mank/マンク』にて、マリオン・デイヴィスを演じ、アカデミー賞助演女優賞およびゴールデングローブ賞助演女優賞にノミネートされた。
2023年には『ミーン・ガールズ』をテーマにしたウォルマートのCMにリンジー・ローハンやその他のメインキャストとともに出演。
フェミニストであり、男性の俳優より女性の俳優の方がギャラが少ないというハリウッドの賃金格差について改善を求める声をあげている。

## 私生活
映画『マンマ・ミーア!』で共演したドミニク・クーパーと交際していた。二人はギリシャでの撮影中にデートし始めた。2010年に「遠距離恋愛に耐えられなかった」との理由で破局している。
2010年10月にケイト・ハドソンのハロウィン・パーティで知り合ったライアン・フィリップと交際を始めるが、翌年2011年5月に破局。
2012年、ジョシュ・ハートネットとの交際が報道されていた。
2013年、ジャスティン・ロングとの交際が報じられた。
2016年9月、トーマス・サドスキーと交際6ヵ月で婚約。2017年3月に結婚。同月24日に第一子となる女児を出産。2020年9月、第二子となる男児を出産したことが明らかとなった。

## 主な出演作品

### 映画
| 公開年 | 邦題 原題                                                                       | 役名                           | 備考 | 吹き替え                                                  |
| ------ | ------------------------------------------------------------------------------- | ------------------------------ | --- | --------------------------------------------------------- |
| 2004   | ミーン・ガールズ Mean Girls                                                     | カレン・スミス                 | | 神田朱未                                                  |
| 2005   | 美しい人 Nine Lives                                                             | サマンサ                       | | 甲斐田裕子                                                |
| 2006   | アルファ・ドッグ 破滅へのカウントダウン Alpha Dog                               | ジュリア・ベックリー           | | 嶋村侑                                                    |
| 2008   | マンマ・ミーア! Mamma Mia!                                                      | ソフィ・シェリダン             | | 小島幸子                                                  |
| 2009   | ギャラリー Boogie Woogie                                                        | ペイジ・オッペンハイマー       | | 無し                                                      |
| 2009   | ジェニファーズ・ボディ Jennifer's Body                                          | アニータ・“ニーディ”・レスニキ | | 小島幸子                                                  |
| 2009   | CHLOE/クロエ Chloe                                                              | クロエ                         | | 佐古真弓                                                  |
| 2010   | 親愛なるきみへ Dear John                                                        | サヴァンナ・リン・カーティス   | | 本名陽子                                                  |
| 2010   | ジュリエットからの手紙 Letters to Juliet                                        | ソフィー・ホール               | | 小島幸子                                                  |
| 2011   | 赤ずきん Red Riding Hood                                                        | ヴァレリー                     | | 甲斐田裕子                                                |
| 2011   | TIME/タイム In Time                                                             | シルヴィア・ワイス             | | 篠田麻里子（劇場公開版） 折井あゆみ（スターチャンネル版） |
| 2012   | パパ、アイ・ラブ・ユー The End of Love                                          | アマンダ                       | | 無し                                                      |
| 2012   | ファインド・アウト Gone                                                         | ジル                           | | 浅野真澄                                                  |
| 2012   | レ・ミゼラブル Les Misérables                                                   | コゼット                       | 第19回全米映画俳優組合賞キャスト賞ノミネート | 無し                                                      |
| 2013   | メアリーと秘密の王国 Epic                                                       | メアリー・キャサリン           | 声の出演 | 高垣彩陽                                                  |
| 2013   | グリフィン家のウエディングノート The Big Wedding                                | メリッサ “ミッシー”・オコナー  | | 志田有彩                                                  |
| 2013   | ラヴレース Lovelace                                                             | リンダ・ラヴレース             | | 小島幸子                                                  |
| 2014   | 荒野はつらいよ 〜アリゾナより愛をこめて〜 A Million Ways To Die in the west     | ルイーズ                       | | 小島幸子                                                  |
| 2014   | ヤング・アダルト・ニューヨーク While We're Young                                | ダービー                       | | 折井あゆみ                                                |
| 2015   | テッド2 Ted 2                                                                   | サマンサ・ジャクソン           | | 清水理沙                                                  |
| 2015   | パパが遺した物語 Fathers and Daughters                                          | ケイティ・デイヴィス           | | 坂本真綾                                                  |
| 2015   | PAN 〜ネバーランド、夢のはじまり〜 Pan                                          | メアリー・ダーリング           | | 坂本真綾                                                  |
| 2015   | クーパー家の晩餐会 Love the Coopers                                             | ルビー                         | | 小島幸子                                                  |
| 2017   | あなたの旅立ち、綴ります The Last Word                                          | アン・シャーマン               | 兼製作総指揮 | 小島幸子                                                  |
| 2017   | ジュディーを探して The Clapper                                                  | ジュディー                     | | 沖野凪                                                    |
| 2017   | 魂のゆくえ First Reformed                                                       | メアリー                       | | 小林沙苗                                                  |
| 2018   | グリンゴ/最強の悪運男 Gringo                                                    | サニー                         | | 無し                                                      |
| 2018   | マンマ・ミーア! ヒア・ウィー・ゴー Mamma Mia: Here We Go Again!                 | ソフィ・シェリダン             | | 小島幸子                                                  |
| 2018   | ANON アノン Anon                                                                | 匿名の女（ANON）               | | 豊口めぐみ                                                |
| 2019   | エンツォ レーサーになりたかった犬とある家族の物語 The Art of Racing in the Rain | エイヴリー・スウィフト         | | 小島幸子                                                  |
| 2020   | レフト -恐怖物件- You Should Have Left                                          | スザンナ                       | | 嶋村侑                                                    |
| 2020   | Mank/マンク Mank                                                                | マリオン・デイヴィス           | 第93回アカデミー賞助演女優賞ノミネート 第78回ゴールデングローブ賞助演女優賞ノミネート 第26回クリティクス・チョイス・アワード助演女優賞ノミネート 第55回全米映画批評家協会賞助演女優賞次点 第46回ロサンゼルス映画批評家協会賞助演女優賞次点 | 小島幸子                                                  |
| 2021   | 闇はささやく Things Heard & Seen                                                | キャサリン・クレア             | | 小島幸子                                                  |
| 2021   | 星の消えた空に A Mouthful of Air                                                | ジュリー・デイヴィス           | 兼製作 |                                                           |

### テレビシリーズ
| 放映年    | 邦題 原題                                           | 役名                         | 備考                                       | 吹き替え                |
| --------- | --------------------------------------------------- | ---------------------------- | ------------------------------------------ | ----------------------- |
| 2004-2006 | ヴェロニカ・マーズ Veronica Mars                    | リリー・ケイン               | 11エピソード                               | 武田華                  |
| 2005      | Dr.HOUSE House                                      |                              | 第1シーズン 第11話「依存症」               | TBA                     |
| 2006      | CSI:科学捜査班 CSI: Crime Scene Investigation       | レイシー・フィン             | 第6シーズン 第21話「悪魔のブライズメイド」 | TBA                     |
| 2006-2011 | ビッグ・ラブ Big Love                               | サラ・ヘンリクソン           | 44エピソード                               | 無し                    |
| 2017      | ツイン・ピークス The Return Twin Peaks              | レベッカ・バーネット         |                                            | ブリドカット セーラ恵美 |
| 2022      | ドロップアウト シリコンバレーを騙した女 The Dropout | エリザベス・ホームズ         | 全エピソード (主演)                        | 無し                    |
| 2023      | クラウデッド・ルーム The Crowded Room               | ライア                       | メイン                                     | 小島幸子                |
| 2025      | ロング・ブライト・リバー Long Bright River          | ミッキー・フィッツパトリック | 主演 兼製作総指揮                          | 折井あゆみ              |

## 日本語吹き替え
『マンマ・ミーア!』以降、小島幸子が大半の作品を担当しており、ほぼ専属（フィックス）になっている。
このほかにも、折井あゆみ、甲斐田裕子、嶋村侑、坂本真綾なども複数回、声を当てている。